# Bob Beattie
Robert „Bob“ Prime Beattie (* 24. Januar 1933 in Manchester, New Hampshire; † 1. April 2018 in Fruita, Colorado) war ein US-amerikanischer Alpinskitrainer, Sportkommentator und Autor. Er trainierte zwischen 1961 und 1969 die US-Nationalmannschaft und gilt als Mitbegründer des alpinen Skiweltcups.

## Biografie

### Laufbahn als Trainer
Bob Beattie kam als Sohn von Robert Beattie (1904–1975) und Katherine Prime (1906–1995) in Manchester, New Hampshire, zur Welt. Sein Vater war Verkäufer für Dachdeckerbedarf, seine Mutter Hausfrau. Das Skifahren erlernte er wie Bruder John von seinem Vater. Seine sportliche Laufbahn begann er am Middlebury College in Vermont, wo er Football und Tennis spielte und als Langläufer aktiv war. Weil er als Skirennläufer nicht reüssieren konnte, wurde er stattdessen Trainer. Noch als Senior folgte er dem zur Nationalmannschaft einberufenen Robert „Bobo“ Sheehan als NCAA-Cheftrainer nach.
Nach seinem Abschluss blieb Beattie der Universität als Trainer erhalten. Bereits 1956 wechselte er jedoch an die University of Colorado Boulder, wo er zunächst als Football-Coach die Offensive Line betreute, ehe er im folgenden Jahr erster Alpinskitrainer der Hochschule wurde. 1959 und 1960 führte er die „Buffaloes“ zweimal hintereinander zum Gewinn der NCAA-Meisterschaft und wurde aufgrund dieser Erfolge zum US-Nationaltrainer ernannt. Während er anfangs in einer Doppelfunktion sowohl die College- als auch die Nationalmannschaft trainierte, gehörte unter anderem der erste US-Hahnenkammsieger Buddy Werner zu seinen Schützlingen. Bei den Olympischen Spielen 1964 in Innsbruck sorgten Billy Kidd und Jimmy Heuga für die ersten olympischen Männermedaillen der US-Skirennläufer. Zudem gewann Jean Saubert in beiden technischen Disziplinen je eine Medaille.
Im Januar 1966 beschloss Beattie gemeinsam mit dem Journalisten Serge Lang und dem französischen Nationaltrainer Honoré Bonnet auf der Seidlalm bei Kitzbühel die Gründung des alpinen Skiweltcups.
An die olympischen Erfolge konnten Beatties Athleten in der Folge nicht anknüpfen. Zwar gelangen Billy Kidd, Vladimir Sabich, Kiki Cutter und Judy Nagel jeweils Weltcupsiege, Titel oder Medaillengewinne bei Großereignissen blieben aber aus.

### Weitere Karriere
1969 zog sich Beattie als Nationaltrainer zurück. Frustriert von den damaligen Amateurregeln, die es den Sportlern fast unmöglich machten, Geld zu verdienen, rief er die World Pro Ski Tour ins Leben, die er über ein Jahrzehnt lang leitete. Einige seiner früheren Schützlinge wie Kidd und Sabich wechselten daraufhin vom Weltcup auf die Pro Tour.
Etwa zur selben Zeit begann Beattie im Rahmen der Sendung Wide World of Sports für die ABC als Kommentator zu arbeiten. Besondere Aufmerksamkeit erfuhr sein an der Seite von Frank Gifford aufgezeichneter Kommentar zu Franz Klammers Abfahrts-Olympiasieg 1976 in Innsbruck, der den Österreicher auch in den USA einem breiten Publikum bekannt machte. Dabei prägte er Sätze wie „He’s right on the edge!“ oder „You certainly cannot accuse him of doing anything but attacking!“ Auch bei den folgenden drei Winterspielen war er im Einsatz, bei den Sommerspielen 1984 kommentierte er ausnahmsweise das Volleyballturnier. Für die Serie The American Sportsman berichtete er unter anderem über eine Everest-Expedition und eine Ballonfahrt über den Atlantik. Später moderierte er ein Ski-Magazin für ESPN und kommentierte 1997 die erste Ausgabe der Winter-X-Games live.
Bereits während seiner Trainerlaufbahn hatte Beattie mehrere Sachbücher veröffentlicht, darunter das 1967 von Bantam Books verlegte Bob Beattie’s Learn to Ski und das im folgenden Jahr durch Viking Press herausgebrachte My Ten Secrets of Skiing. Darüber hinaus engagierte er sich für National Standard Race (NASTAR), ein Skirennprogramm für Freizeitsportler, und leistbares Skifahren für Kinder in seiner Wahlheimat Aspen. Außerdem hatte er 1964 neben Vic Morrow einen Auftritt als deutscher Skifahrer in der Fernsehserie Combat sowie 1987 einen Cameo als Ringsprecher im Sylvester-Stallone-Film Over the Top.
Bob Beattie war Anfang der 1970er Jahre in zweiter Ehe mit der Skirennläuferin Kiki Cutter verheiratet. Er lebte in Woody Creek in der Nähe von Aspen und starb am Ostersonntag 2018 im Alter von 85 Jahren. Er hinterließ seine vierte Ehefrau Marci Cohen, Sohn und Tochter, sechs Enkelkinder sowie acht Urenkelkinder.

## Rezeption
Bob Beattie, der von seinen Schützlingen als „harter, unerbittlicher“ Trainer beschrieben wurde, gilt als einer der bedeutendsten Charaktere im US-Alpinskisport in der zweiten Hälfte des 20. Jahrhunderts. In Nachrufen wurde er als „Gründer“ des US-Skiteams beschrieben, das vor seiner Übernahme weitgehend aus Einzelsportlern bestanden hatte, die lediglich alle vier Jahre im Rahmen Olympischer Spiele zusammenkommen. Noch zu Lebzeiten wurden ihm zahlreiche Ehrungen zuteil, unter anderem die Aufnahme in die U.S. Ski Hall of Fame im Jahr 1984 und die Verleihung des FIS Journalist Award 1997. Am Rande des alpinen Weltcup-Finales 2017 in Aspen wurde Beattie anlässlich des 50-jährigen Weltcup-Jubiläums Tribut gezollt. Der US-amerikanische Skiverband USSA benannte einen Reisefonds für seine Athleten nach Bob Beattie.

## Auszeichnungen
- 1983: AT&T Skiing Award
- 1984: Aufnahme in die U.S. Ski and Snowboard Hall of Fame
- 1986: Aufnahme in die Colorado Ski and Snowboard Hall of Fame
- 1993: Aufnahme in die Colorado Sports Hall of Fame
- 1997: FIS Journalist Award
- 2000: Russell Wilder Award
- 2004: Aufnahme in die Aspen Hall of Fame